# The Final Storm (Шаров роман)
The Final Storm (слободан превод: Последња олуја) је историјски роман енглеског романописца Џефа Шара који се базира на оружаном сукобу на Пацифику, током Другог светског рата. Роман покрива хронологију догађаја након трилогије посвећене војном сукобу на европском тлу и романа No Less Than Victory (слободан превод: Ништа мање од победе). Роман The Final Storm објављен је 17. маја 2011. године. 

## Радња
Прича почиње у фебруару 1945. године када амерички подморничар прича о шоку због заседе два јапанска брода. Прича потом сеже до краја марта и почетка април, обазирући се на битку на Окинави, бацање атомске бомбе на Хирошиму и Нагасаки и предају Јапана. Први део нарације испричан је са гледишта америчког адмирала Честер В. Нимица и јапанског генерала Митсуру Ушијима. Други део приповедања превасходно представља гледиште председника Хари С. Трумана, пуковника Пол Тибетса и др Окира Хамисхита, доктора који живи у близини Хирошиме.

## Пријем
Роман The Final Storm је, врло брзо, након објављивања постао бестселер. На списку Њујорк тајмса најпродаванијих књига, роман се пласирао у топ петнаест 5. јуна 2011. године и на њему се задржао четири недеље..